# Otto Trieloff
Otto-Paul Trieloff (Duisburg, 7 novembre 1885 – Essen, 6 luglio 1967) è stato un velocista tedesco, specializzato nei 400 metri piani.
Nel 1908 prese parte ai Giochi olimpici di Londra, conquistando la medaglia d'argento nella staffetta olimpica (200 + 200 + 400 + 800 metri). Trieloff correva la terza frazione da 400 metri, mentre gli altri componenti della staffetta erano Arthur Hoffmann, Hans Eicke e Hanns Braun. Partecipò anche alla gara dei 400 metri piani, ma non riuscì ad approdare alle semifinali.
Dopo la seconda guerra mondiale divenne insegnante.

## Palmarès
| Anno | Manifestazione  | Sede   | Evento             | Risultato     | Prestazione | Note |
| ---- | --------------- | ------ | ------------------ | ------------- | ----------- | ---- |
| 1908 | Giochi olimpici | Londra | 400 metri piani    | elim. qualif. | 50"9 s      |      |
| 1908 | Giochi olimpici | Londra | Staffetta olimpica | Argento       | 3'32"4      |      |